# Erioptera gagneana
Erioptera gagneana är en tvåvingeart som beskrevs av Alexander 1970. Erioptera gagneana ingår i släktet Erioptera och familjen småharkrankar.
Artens utbredningsområde är Dominica. Inga underarter finns listade i Catalogue of Life.